# Zhongshan-Station
Koordinaten: 69° 22′ 24″ S, 76° 22′ 40″ O

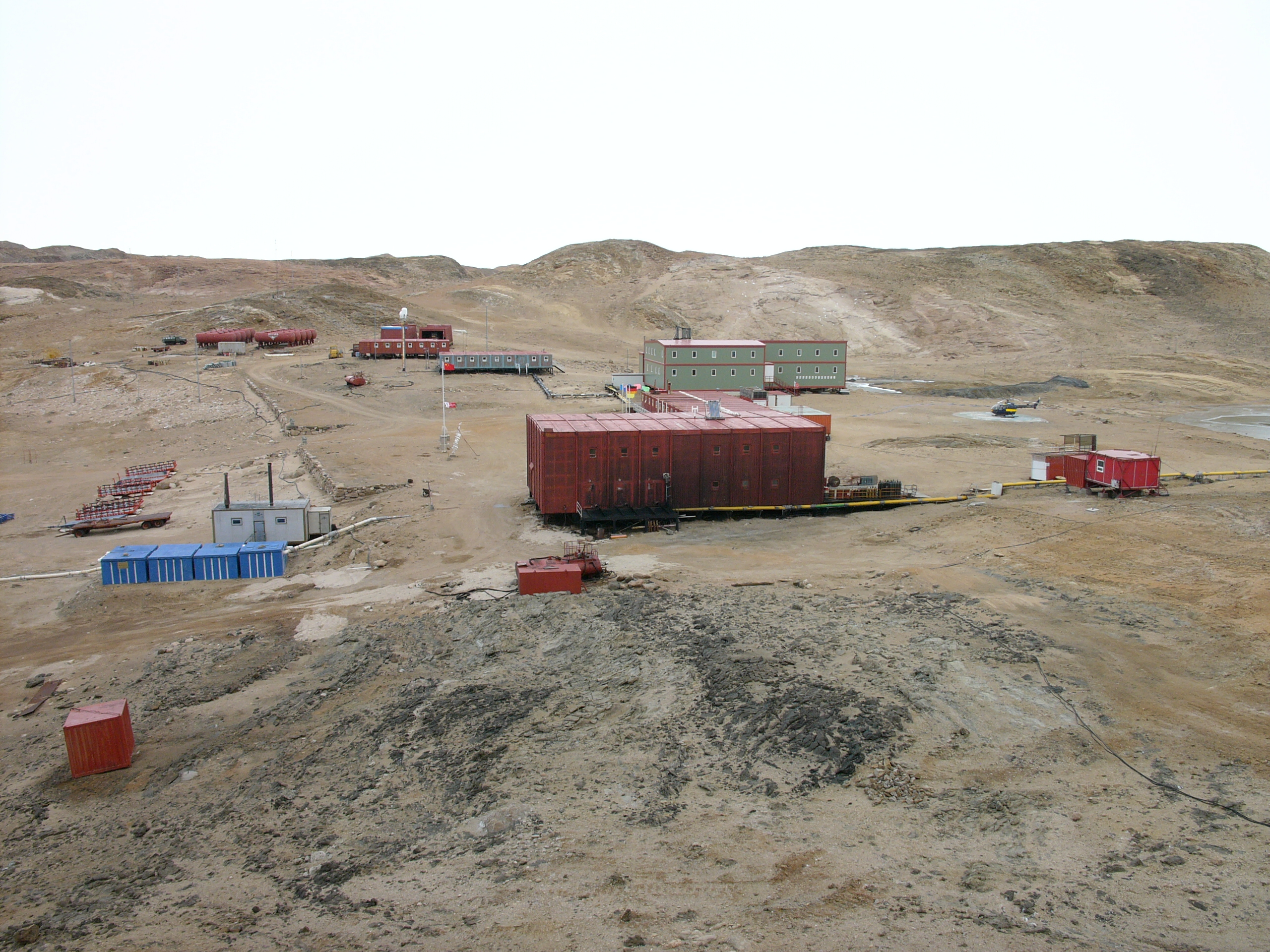
Die Zhongshan-Station 2007

Die Zhongshan-Station (chinesisch 中國南極中山站 / 中国南极中山站, Pinyin Zhōngguó Nánjí zhōngshān zhàn – „Chinesische Antarktisstation Zhongshan“; Sun-Yat-sen-Station) ist eine chinesische Forschungsstation in der Antarktis. Die vom Chinesischen Polarforschungszentrum betriebene Station wurde am 26. Februar 1989 eröffnet und ist damit nach der Große-Mauer-Station die zweite chinesische Antarktis-Station.
Die Zhongshan-Station befindet sich am westlichen Ufer der Bucht Zhongshan Wan auf der Halbinsel Xiehe Bandao im Gebiet der Larsemann Hills an der Ingrid-Christensen-Küste im ostantarktischen Prinzessin-Elisabeth-Land, nur 800 m von der russischen Progress-II-Station und 2 km von der australisch-rumänischen Station Law-Racoviță entfernt.
Die Station, die 2021 aus rund einem Dutzend, über 8000 m² verteilten Gebäuden bestand, beherbergt im Sommer ungefähr 60 Personen, im Winter sind es etwa 25. Die Station wird jährlich von dem eisbrechenden Forschungsschiff Xue Long („Schneedrache“) versorgt.
Am 27. Januar 2009 wurde 1260 km südlich der Zhongshan-Station auf dem Gipfel des Dome A in einer Höhe von 4087 m über dem Meeresspiegel die Kunlun-Station eröffnet, und am 8. Februar 2014 an der Strecke dorthin das Lager Taishan, 520 km Luftlinie von der Zhongshan-Station und 715 km von der Kunlun-Station.
Der Dome A ist zwar sehr kalt – selbst im antarktischen Sommer wird es dort nur −10 °C warm – er bietet aber sehr gute Bedingungen für optische und Radioastronomie. Daher reisten Wissenschaftler der Sternwarte am purpurnen Berg, Nanjing, im Oktober 2022 mit Chinas 39. Antarktisexpedition mit einem experimentellen  Radioteleskop für Terahertzstrahlung zur Kunlun-Station, um die dortige Durchdringungsrate elektromagnetischer Wellen im Bereich von 0,5 THz durch die Atmosphäre zu messen. Auch am Lager Taishan wurden derartige Messungen durchgeführt, ebenso wie der Aufbau einer Terahertz-Richtfunkstrecke über mehr als einen Kilometer. Diese von der Sternwarte gemeinsam mit dem Chinesischen Polarforschungszentrum durchgeführten Versuche wurden von der Nationalen Stiftung für Naturwissenschaften und der Chinesischen Akademie der Wissenschaften finanziert. Für die Zukunft ist geplant, im Inneren des antarktischen Kontinents ein permanentes Terahertz-Observatorium aufzubauen; diese Expedition diente einer ersten Standortfindung.